# Call of Duty 4: Modern Warfare
Call of Duty 4: Modern Warfare é um jogo eletrônico de tiro em primeira pessoa desenvolvido pela Infinity Ward e publicado pela Activision em novembro de 2007 para Microsoft Windows, PlayStation 3 e Xbox 360. Uma versão para a Wii foi editada em Novembro de 2009 com o subtítulo Reflex Edition. O quarto título da série Call of Duty e o primeiro jogo a ter uma classificação M (Mature) nos Estados Unidos, Call of Duty 4 afasta-se dos argumentos anteriores da Segunda Guerra Mundial e situa-se num cenário moderno. Esteve em produção durante dois anos e usa um motor de jogo chamado IW engine, propriedade da Infinity Ward.
A história decorre em 2011, quando um líder radical executou o presidente de um país não reconhecido (identificado nos satélites do jogo como sendo a Arábia Saudita) no Médio Oriente, e um movimento "Ultranacionalista" inicia uma guerra civil na Rússia. Os conflitos descritos na história, são vistos da perspectiva de um fuzileiro americano e de um soldado do Serviço Aéreo Especial britânico e decorrem em várias localizações, incluindo o Reino Unido, Médio Oriente, Azerbaijão, Rússia e Ucrânia. A secção de multijogador do jogo apresenta vários modos, e contém um sistema de níveis que permite que o jogador vá desbloqueando armas adicionais, acessórios e esquemas de camuflagens enquanto avança.
Call of Duty 4: Modern Warfare recebeu aclamação universal da critica e é geralmente considerado o melhor jogo da serie. Em particular, a jogabilidade, o multijogador e o enredo receberam muitos elogios, enquanto houve críticas que disseram que o jogo falhou ao tentar inovar substancialmente o género first-person shooter (FPS). Recebeu muitos prémios de vários sites especializados, incluindo "Melhor Jogo para Xbox 360", da IGN e "Jogo do Ano" pela GameSpy. Foi o mais vendido em 2007, vendendo cerca de sete milhões de cópias em Janeiro de 2008 e mais de treze milhões em Maio de 2009. Desde o seu lançamento, Call of Duty 4 contribuiu para que a série domine actualmente as vendas do género. Muito influente, é normalmente indicado para as listas dos melhores videojogos de sempre; o IGN designou-o o quinto melhor first-person shooter de sempre. Em 2010 foi incluído no livro 1001 VideoJogos que Tem de Jogar Antes de Morrer. Foi seguido por dois jogos que continuam a historia: Call of Duty: Modern Warfare 2 e Call of Duty: Modern Warfare 3. Uma versão melhorada do jogo foi lançada em novembro de 2016 para a PlayStation 4, Xbox One e PC, juntamente com algumas versões especiais de Call of Duty: Infinite Warfare.

## Jogabilidade
Diferente dos jogos anteriores da série Call of Duty, o jogo possui equipamentos modernos e novas características, algumas exclusivas para a parte multijogador, como as "killstreaks": ao matar um certo número de inimigos sem o jogador morrer é permitido o acesso a vários recursos, incluindo ataques aéreos e suporte de um helicóptero. Um personagem pode se colocar em três posições: em pé, agachado ou deitado, cada uma afetando a taxa de movimento, precisão e camuflagem. Usar cobertura ajuda o jogador a evitar os disparos inimigos ou a recuperar vida depois de danos significantes. Como tal, não existem bônus de vida ou de proteção. Quando o personagem recebe danos, a orla do ecrã brilha em tons de vermelho e o batimento cardíaco do personagem aumenta. Se o personagem ficar fora das linhas de fogo, pode recuperar energia. Quando está no raio de explosão de uma granada, um marcador indica a direcção desta, ajudando o jogador a enviá-la de volta para o inimigo ou a fugir.

### Campanha
O jogador assume o papel de vários personagens durante a campanha. O envolvimento dos personagens na trama ocorre simultaneamente e sobrepõe-se aos eventos do jogo. Como tal, a perspectiva do jogador vai alterando de um personagem para outro entre as missões. Cada missão tem uma série de objetivos; o jogador é conduzido a cada um dos objetivos através do HUD (heads up display), que marca a direção e a distância. Alguns objectivos requerem que o jogador chegue a um certo local, enquanto que outros exigem que o jogador elimine um inimigo num sitio específico, ou proteger um lugar para defender um objectivo ou então colocar explosivos numa instalação inimiga. Depois dos créditos finais, uma missão especial em forma de epílogo fica desbloqueada, em que uma equipe de quatro soldados tenta salvar um VIP de terroristas que sequestraram um avião de passageiros.

### Multijogador

Um jogador completa o objectivo no modo multijogador Domination, ao capturar e defender três bandeiras.

Call of Duty 4 apresenta modos de multijogador baseados em equipes e em jogos de todos-contra-todos (deathmatch) em vários mapas. Cada modo tem um objectivo que requer estratégias únicas para o cumprir. Jogadores podem pedir uma sondagem de reconhecimento UAV, ataques aéreos e helicópteros de ataque, quando conseguem três, cinco e sete mortes consecutivas respectivamente. O jogo acaba quando uma equipa atinge o número máximo de pontos ou, se o tempo acabar, a equipa ou o jogador com mais pontos ganha. Em caso de empate no fim do tempo, é activado o modo "Morte Súbita" no qual não há recolocações de jogadores e assim a equipe que tiver o último jogador vivo ou cumprir o objectivo ganha o jogo. Se persistir o empate, haverá então um jogo de "Prolongamento", no qual a equipe que vencer é recompensada com a vitória.
O desempenho no multijogador é feito através de pontos de experiência, que podem ser ganhos ao matar jogadores oponentes, cumprindo desafios, objectivos ou por completar uma ronda ou jogo. À medida que o jogador vai ganhando experiência vai aumentando de nível desbloqueando novas armas, privilégios (perks), desafios e outros modos de jogo. O nível mais alto é 55, mas nas versões de consola o jogador tem a opção de entrar no chamado "Modo Prestígio", que o faz regressar ao nível 1 e retira tudo o que tinha acumulado até então. Este processo pode ser repetido até dez vezes, e cada vez que é repetido é dado ao jogador uma insígnia diferente.
À medida que o nível do jogador vai aumentando nos jogos online, desbloqueia anexos para as armas. Ao avançar para níveis superiores, obtém a habilidade de personalizar as suas "classes"; isto inclui seleccionar a arma principal, uma arma secundária e um tipo de granada especial. Adicionalmente, o jogador pode seleccionar três privilégios (perks), um de cada um dos três "Tiers". Os efeitos destes perks incluem, mas não estão limitados a, munição extra, aumento dos danos das balas ou largar uma granada quando o jogador é morto. Ao jogador também é dada a escolha de completar desafios para ganhar mais pontos de experiência; os desafios incluem, por exemplo, conseguir alcançar um número de mortes com uma arma especifica, abater um helicóptero ou conseguir um certo número de tiros na cabeça de adversários. Adicionalmente, quando o jogador obtém um certo número de tiros na cabeça com uma arma específica (excluindo a arma secundária), o jogador desbloqueia camuflagem (camos) para usar nessa arma.

## Sinopse

### Personagens
Durante a campanha, o jogador controla seis personagens diferentes na perspectiva de primeira pessoa. Na maior parte do tempo o jogador assume o papel de um agente especial do Serviço Aéreo Especial (SAS), o Sargento John "Soap" MacTavish, começando com o seu recrutamento no 22° Regimento SAS. O Sargento Paul Jackson, deposto no Médio Oriente faz parte do USMC, e o jogador controlará Jackson durante cinco níveis no Ato 1. O Capitão/Tenente John Price (voz de Billy Murray) é um oficial do SAS e é um personagem jogável em duas missões onde a ação decorre no passado em 1996. Yasir Al-Fulani é o presidente de um país não reconhecido (região da Arábia Saudita) do Médio Oriente e é jogável apenas durante a sequência de abertura do jogo antes de ser executado. Durante um nível, o jogador também assume o papel de um operador de uma câmara-termal a bordo de um Lockheed AC-130 e de um agente especial contra-terrorista do SAS que se infiltra num avião sequestrado para salvar um VIP no nível "Mile High Club".
Existem predominantemente personagens não jogáveis (NPCs) durante a história: o Capitão John Price e o seu ajudante Gaz (voz de Craig Fairbrass), que servem de mentores da equipa de Jackson, liderado pelo Tenente Vasquez (voz de David Sobolov) e do Sargento Griggs (voz de Mark Grigsby, animador da Infinity Ward); Griggs mais tarde acompanha MacTavish na Rússia. O Sargento Kamarov lidera os Russian Loyalists ("Lealistas Russos") que se juntam às forças SAS e USMC. "Nikolai" é um informante russo que ajuda a SAS. O Capitão MacMillan é o mentor de Price e o líder que comanda a missão de tentativa de assassinato, que decorre no passado na cidade abandonada de Pripyat, Ucrânia.
Os antagonistas são: Imran Zakhaev, líder do Partido Ultra-Nacionalista Russo e o principal antagonista do jogo; Khaled Al-Asad, comandante das forças revolucionárias no Médio Oriente e aliado de Zakhaev; e Victor Zakhaev, filho de Imran Zakhaev que é uma figura proeminente dentro do partido Ultra-Nacionalista.

### Enredo
Em 2011, o Sargento John "Soap" MacTavish acaba de chegar para o seu primeiro dia junto com os SAS Britânicos na base militar em Credenhill, Herefordshire, Reino Unido, e treina num ambiente confinado para fazer um assalto a um navio de carga. Durante essa missão no Mar de Bering, Soap, Price, Gaz e outros membros da SAS tentam localizar um dispositivo nuclear a bordo. À medida que vão eliminando a tripulação hostil do navio, este é atingido por um disparo de um MIG russo e começa a afundar. A equipe escapa com o manifesto de carga, que contém provas de laços entre o Partido Ultra-Nacionalista Russo e facções rebeldes no oriente médio.[carece de fontes?]
O líder russo Ultra-Nacionalista Imran Zakhaev, que planeja fazer regressar o seu país aos tempos da União Soviética, desvia as atenções dos seus objetivos ao criar um coup d'état num país não reconhecido do oriente médio, organizado por um líder separatista local de nome Khaled Al-sad. Ao descobrir a conspiração, o governo estadunidense convoca uma ação militar de forma a parar a rebelião, enquanto a SAS continua a operar na Rússia. Depois de Al-Fulani, presidente do país do oriente médio, ser executado ao vivo na televisão e Al-sad acabar por tomar o poder, a SAS salva o seu informante comprometido, Nikolai, das forças Ultra-Nacionalistas.[carece de fontes?]

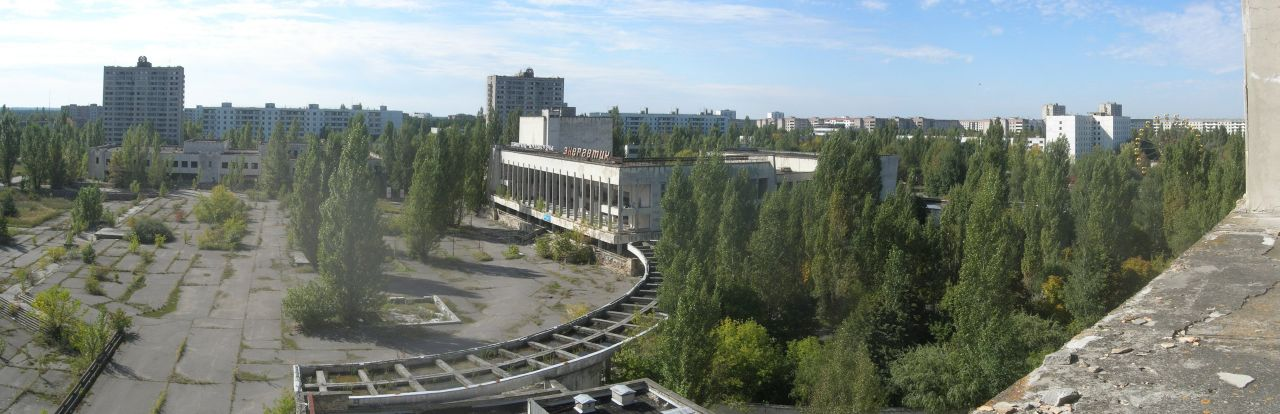
Parte da história do jogo (capitulos "All Ghillied Up" e "One Shot, One Kill") decorre em Pripyat, Ucrânia. Algumas zonas icônicas da cidade abandonada, como a praça central, são recriadas.

Durante a invasão americana ao país do oriente médio, um pelotão de reconhecimento da USMC, liderada pelo Tenente Vasquez, procura por Al-Asad mas chega tarde demais; no entanto, conseguem bloquear uma emissão do plano de Al-Asad numa estação de televisão. Prosseguem depois para ajudar outros americanos que estão numa batalha contra as forças rebeldes de Al-Asad. Durante a parte final da operação, o Comando Central Norte-Americano descobre o paradeiro de Al-Asad na capital (Baçorá, Iraque) mas também é notificado pelos Navy SEALs Americanos que existe uma arma nuclear nas redondezas, e assim envia uma equipe de Suporte de Emergência Nuclear para desativar a bomba. Entretanto, a equipe de Vazquez fica para trás para tentar salvar uma piloto de um helicóptero AH-1W SuperCobra que lhes dava suporte. Apesar de conseguirem salvar a piloto, de repente o dispositivo nuclear é detonado, destruindo a maior parte da cidade, matando a maioria das forças de invasão norte-americana (incluindo Paul Jackson).
Os Britânicos entretanto descobrem que Al-Asad tinha voado sobre o país antes da invasão americana e que está escondido numa casa-forte no Azerbaidjão. Com a informação de Nikolai e a assistência de soldados Russos, a SAS elimina as forças Ultra-Nacionalistas da vila, capturam e interrogam Al-Asad na casa-forte. Pouco depois do início do interrogatório, o telefone de Al-Asad começa a tocar. Depois de ouvir a voz da pessoa que ligava para Al-Asad, Price executa Al-Asad, sabendo agora que Zakhaev era apoiante deste. Price então começa a contar uma história de uma missão para eliminar Zakhaev em Pripyat, na Ucrânia, 15 anos antes.
Depois do desastre de Chernobyl e do colapso da União Soviética, Zakhaev tirou partido dos tumultos para criar rendimentos a partir da proliferação nuclear e usa os seus novos capitais para atrair soldados do Exército Soviético para formar o Partido Ultra-Nacionalista. Em 1996, Price, juntamente com o Capitão MacMillan, um oficial SAS, foram encarregados de assassinar Zakhaev numa missão secreta. Depois de se infiltrarem em Pripyat e esconderem-se num hotel abandonado, Price dispara contra Zakhaev com um fuzil de precisão Barrett M82, mas Zakhaev sobrevive, perdendo no entanto o braço esquerdo. MacMillan entretanto lesiona-se, depois dele e Price abaterem um helicóptero. Price então carrega MacMillian para o ponto de extração junto a um antigo parque de diversões, defendendo-o dos ataques de soldados Ultra-Nacionalistas, até o helicóptero de resgate chegar.
De regresso ao presente, é iniciada uma operação conjunta; a SAS de Price, a USMC liderada pelo Segundo-Sargento Griggs e as forças lealistas russas lideradas pelo Sargento Kamarov, unidas para parar Zakhaev. As forças tentam capturar o seu filho Victor numa cidade russa, para descobrirem o paradeiro de Zakhaev, mas assim que conseguem detê-lo no cimo de um prédio de apartamentos, Victor comete suicídio para evitar ser capturado e delatar seu pai. Zakhaev acaba por ficar enfurecido, culpando as nações do oeste pela morte do seu filho, e planeja retaliar com o lançamento de um míssil balístico intercontinental ICBM armado com ogivas nucleares, na direção da costa oeste dos Estados Unidos, com perdas previstas de mais de 41 milhões de pessoas. Quando as tropas chegam ao complexo na Rússia, Zakhaev consegue lançar dois ICBMs em direção aos Estados Unidos. No entanto, a coalizão consegue apoderar-se da sala de comando e remotamente controla os mísseis na direção do Atlântico. Depois, conseguem escapar do complexo em caminhões militares com as forças de Zakhaev no seu encalço.
Antes da equipe conseguir escapar através de uma ponte, esta é destruída por um Mi-24 Hind, deixando-os encurralados. As forças de Zakhaev chegam ao local e começam a confrontar os membros da força de ataque. Gaz recebe uma chamada de Kamarov, informando-o que estão a ir no seu caminho para ajudá-los. Na ponte, um caminhão-tanque é destruído, incapacitando todos, exceto Griggs, que é morto enquanto estava a tentar ajudar Soap. Zakhaev, juntamente com dois dos seus soldados, caminham entre a equipe; Zakhaev executa Gaz enquanto os seus soldados matam os outros membros. Porém, antes de chegar a Soap e Price, eles são distraídos por um Mil Mi-28 dos lealistas que abate o seu Mi-24. Price, então, passa sua pistola M1911 para Soap, que dispara e mata Zakhaev e os dois soldados que estão com ele. Quando o Sargento Kamarov e a sua equipe chegam, Soap é levado para um lugar seguro, enquanto os soldados russos tentam ressuscitar Price.

## Desenvolvimento
Call of Duty 4 foi produzido por uma equipa de cem pessoas durante dois anos. Depois de Call of Duty 2, a Infinity Ward decidiu que teriam de se retirar dos ambientes da Segunda Guerra Mundial existente nos jogos anteriores da série. Desta decisão resultou três conceitos para jogos: Call of Duty 4: Modern Warfare, Call of Duty: Modern Warfare 2 e Call of Duty: Modern Warfare 3. Enquanto criava a história para Call of Duty 4, a Infinity Ward evitou referências a guerras reais, e manteve o tema comum na série: duas forças opostas com poder semelhante. Para realçar o aspecto real do jogo, a equipa produtora participou num exercício na Marine Corps Air Ground Combat Center Twentynine Palms, um centro de treinos militar no deserto da California. Este treino acabou por ajudar os produtores a simular os efeitos de estar junto a um tanque Abrams quando é disparado. A equipa também conversou com alguns soldados que estiveram recentemente em combate para conseguirem ter a sensação do panorama de fundo, das emoções e das atitudes dos soldados em combate. Foram também recrutados alguns veteranos para supervisionarem as sessões de captura de movimentos e o design da inteligência artificial do jogo.
A equipa de produção que desenhou a componente multijogador online, fê-lo de forma a ser balanceada e recompensadora para novos jogadores enquanto oferece sempre algo de novo a jogadores com mais experiência. Uma das primeiras ideias de implementar suporte aéreo (ataques aéreos e helicópteros de ataque), envolvia os jogadores a lutar em zonas especiais por forma a terem acesso a um gatilho para chamarem o suporte aéreo contra os inimigos. Esta ideia foi posta de parte porque desencoraja o tipo de jogo que se pretendia. O sistema de recompensa "kill streak" foi então assim implementado de forma a melhorar a perícia do jogador. Aos jogadores também é permitido escolher as suas armas antes de cada jogo para que se acostumem a estas mais facilmente e para minimizar a procura de armas. Os mapas foram desenhados inicialmente para jogos de deathmatch—os produtores sentiam que esse design também era bom para outros tipos de jogabilidade. No desenho final dos mapas, foram minimizados os locais onde os jogadores se pudessem esconder do fogo inimigo.

### Áudio
A maior parte da música de Call of Duty 4: Modern Warfare foi escrita pelo compositor americano Stephen Barton, que já tinha contribuido para bandas sonoras de filmes de Harry Gregson-Williams. Gregson-Williams também compôs música para o jogo, como o tema principal. Muitas músicas estão disponíveis no site da Infinity Ward "7 Days of Modern Warfare" e também no site pessoal de Barton. A música rap que se ouve nos créditos finais é cantada por Mark Grigsby, o responsável pelas animações de Call of Duty 4.

### Motor de jogo
Call of Duty 4: Modern Warfare corre no motor IW engine, especificamente IW 3.0, com luz real dinâmica, efeitos de luz HDR, sombras dinâmicas e profundidade de campo. A penetração das balas é calculada pelo motor, contando com vários factores, como o tipo e a espessura da superfície. O jogo corre numa resolução nativa de 600p na PlayStation 3 e na Xbox 360.

Uma cena de Modern Warfare mostrando a qualidade gráfica do jogo, incluindo luz, sombras e efeitos climatéricos.

Certos objectos, como automóveis ou edifícios, são destrutivos, acabando por fazer uma distinção importante entre proteger e ocultar, porque a protecção dada por objectos como vedações de madeira ou paredes finas não impede os jogadores de receber danos. A velocidade de uma bala baixa depois de penetrar num objecto, e o decréscimo, depende da sua espessura e do tipo de superfície onde a bala embate. O jogo faz uso de um motor de física dinâmico, que nunca antes tinha sido implementado em títulos Call of Duty. As animações das mortes são uma combinação entre animações já realizadas e físicas de "bonecos de pano". As versões Xbox 360 e PlayStation 3 correm nuns consistentes 60fps, a versão Wii corre a 30fps.
Foi incluído um código para determinar os pontos de recolocação, (spawning point) baseados nas armas mais próximas e a relação entre as posições dos inimigos e na sua linha de visão para esses pontos. Os diversos critérios são destinados a minimizar a quantidade de jogadores que morrem imediatamente após serem recolocados num jogo, ou serem imediatamente mortos ("spawn-killed") devido a jogadores que simplesmente esperam que os outros sejam recolocados. No entanto, os inimigos podem ser recolocados infinitamente, uma característica notável dos motores de Call of Duty.
O motor de jogo também já foi usado para produzir outros dois jogos da Activision. Uma versão melhorada do motor original foi usada em Call of Duty: World at War, o quinto título da série depois de Call of Duty 4, enquanto uma versão ligeiramente alterada foi usada num videojogo de James Bond, Quantum of Solace, assim como em GoldenEye 007, neste caso usando uma versão muito modificada.

## Marketing e lançamento
A 27 de Abril de 2007, um dia antes da revelação do vídeo oficial do jogo, a Infinity Ward lançou um site chamado "Charlie Oscar Delta" para dar informação sobre o jogo. "Charlie Oscar Delta" possuía um sistema de tabelas que permitia aos visitantes completarem missões para subirem de nível e competirem por prémios. Derivado do alfabeto fonético da NATO, "Charlie Oscar Delta" são as iniciais de Call of Duty. O primeiro vídeo de Call of Duty 4: Modern Warfare mostrava imagens em-jogo e foi lançado a 28 de Abril de 2007. Uma beta teste pública de Call of Duty 4: Modern Warfare para Xbox 360, foi anunciada a 30 de Agosto de 2007. A beta servia para testar os servidores, encontrar erros e para ajudar a equilibrar as armas. A beta era originalmente para residentes dos Estados Unidos, mas mais tarde ficou disponível noutros países. A beta concluiu a 30 de Setembro, 2007. O nível máximo de ranking na beta era inicialmente 16, mas foi elevado até 25. Estavam disponíveis três mapas multijogador: Crash, Vacant e Overgrown. Uma demo de um jogador foi lançada para PC a 11 de Outubro de 2007, como parte de um exclusivo Yahoo!. A demo incluía um nível, "The Bog", que mostrava a avançada visão nocturna e as suas capacidades gráficas associadas.
Call of Duty 4 foi lancado para as consolas e para Microsoft Windows na América do Norte a 6 de Novembro de 2007, na Austrália a 7 de Novembro de 2007 e na Europa a 9 de Novembro de 2007. A versão Mac OS X foi desenvolvida pela Aspyr e lançada a 26 de Setembro de 2008. Foi editado na Mac App Store em Janeiro de 2011. Teve uma classificação de 15 pela BBFC, M (Mature) pela ESRB, MA 15+ pela OFLC,[carece de fontes?] 16+ pela PEGI e 18 por USK. A versão Wii do jogo, com o nome Call of Duty: Modern Warfare: Reflex, foi desenvolvida pela Treyarch e lançada a 10 de Novembro de 2009, juntamente com Call of Duty: Modern Warfare 2 e Call of Duty: Modern Warfare: Mobilized.

### Edições especiais
Call of Duty 4 foi lançado em duas versões: normal e uma edição de coleccionador (Collector's Edition). A Collector's Edition contém uma cópia do jogo e um DVD com um documentário "As Grandes Missões das SAS", que consiste em filmagens de arquivo das SAS em acção e depoimentos de antigos membros. O DVD contém também uma opção para se ver como se fez o jogo ("making-of") e um vídeo de um nível de Call of Duty 4 explicado e jogado pelos produtores. Também contém um poster de edição limitada e um livro com arte conceptual nunca antes publicada, desenvolvimento e arte final. Todos estes elementos estavam empacotados numa caixa ligeiramente maior que a edição normal de retalho. A Collector's Edition estava originalmente disponível apenas nos Estados Unidos mas mais tarde foi lançada noutros países. A edição "Jogo do Ano" foi mais tarde editada para PC, Xbox 360 e PlayStation 3. A versão PlayStation 3 incluiu o pacote de mapas Variety no disco, enquanto que a versão Xbox 360 trazia um código que podia ser usado na Xbox Live Marketplace para fazer a transferência do pacote de mapas Variety. Outras edições mais recentes não continham os códigos, sendo que assim não eram diferentes do lançamento original do jogo.

### Conteúdo transferível
A Infinity Ward lançou o pacote de mapas Variety para a Xbox 360 a 4 de Abril de 2008. Inclui os mapas para multijogador Killhouse, Creek, Chinatown e Broadcast. O mesmo pacote foi lançado para a PlayStation 3 a 24 de Abril. O pacote de mapas Variety foi transferido por mais de um milhão de pessoas nos primeiros nove dias depois do lançamento, um recorde para conteúdo transferível pago na Xbox Live, com um valor em dólares de US$10 milhões. Foi lançado gratuitamente para Windows em Junho de 2008, patrocinado pela NVIDIA, juntamente com a actualização 1.6. Uma outra actualização para as versões PlayStation 3 e Xbox 360 foi anunciada um ano depois em Agosto de 2009; a actualização era dirigida principalmente a aspectos dos modos multijogador online. A actualização 1.7 foi lançada em Junho de 2008 e foi logo directamente aplicada à edição "Jogo do Ano". Edições mais antigas do jogo tinham de ter a versão 1.6 aplicada primeiro.

## Recepção

### Críticas profissionais
Aquando do seu lançamento, Modern Warfare foi muito aclamado pela crítica de muitas publicações de videojogos. Citada pelos críticos, a jogabilidade de Modern Warfare levou o género "a um novo nível de imersão e intensidade nunca antes vista". A Official Xbox Magazine disse que "é o modo multijogador que logo solidifica o jogo com o estatuto de clássico instantâneo" e que "a campanha nunca abranda." A GameSpot deu uma crítica favorável a Call of Duty 4: Modern Warfare, dizendo que "a alta qualidade da campanha e o seu terrífico multijogador faz de Call of Duty 4 um pacote fantástico". A X-Play comentou que "pode não ter revolucionado o género, mas chega mesmo muito perto de o aperfeiçoar." A GamePro diz que "o multijogador fantasticamente profundo, rivaliza com Halo 3 em termos de alcance e produção." e conclui dizendo "não consigo pensar numa única falha em CoD4, e confiem em mim, andei à procura delas. Desde os gráficos incríveis, à intensa e convincente campanha passando para o multiplayer carregado de características e muito viciante, este jogo tem tudo." A GameSpy refere que "a experiência online é uma prova dos altos padrões de produção da Infinity Ward." A Game Informer diz que "do inicio ao fim, online ou não, Call of Duty 4 é puro ouro [...] não há dúvida na minha mente que este é o melhor shooter de acção que já joguei."
A história do jogo também foi muito elogiada pelos críticos. A GamePro fez notar que "a campanha intensa de um jogador oferece uma experiência de acção única e que contempla uma narrativa tremendamente convincente; existem momentos no jogo que irão dar-lhe arrepios na espinha!" A GameSpot mencionou que a única falha é o facto de "a campanha acabar muito rapidamente." A IGN descreveu a campanha "ainda é muito linear", comparando-a aos seus antecessores, e que "ignora o conceito de jogabilidade sandbox", mas também fez notar que o resultado foi "uma experiência mais rica e mais focada" com "cenas lindíssimas no argumento." A Voodoo Extreme, da IGN, fez notar também que "virtualmente joga-se como se fosse num carril, mas faz parte do seu charme."
Call of Duty 4 também recebeu algumas críticas negativas. A revista Xbox World 360 disse que "É apenas fumo, espelhos e um monte de truques baratos" comentando que o jogo não revolucionou o género. O periódico finlandês Pelit comentou que "a estrutura da campanha devia ser, e foi, actualizada" e que "andar de um ponto A para o ponto B durante toda a campanha, hoje em dia já não é suficientemente bom."

#### Versão Wii
A portabilidade do jogo para a Wii foi feita pela Treyarch ao qual foi dado o título Modern Warfare – Reflex Edition. A versão Wii tem menos características que as outras versões de consola. Não suporta multijogador em ecrã dividido e os gráficos não são tão desenvolvidos. No entanto, suporta modo cooperativo durante a campanha num único ecrã. A qualquer momento um segundo comando Wii pode ser ativado dando ao segundo jogador os seus pontos de mira. A versão Wii de Modern Warfare jogo recebeu uma média de 76% no site Metacritic. A IGN deu a pontuação de 7/10 à versão Wii, afirmando que os visuais e os controles não estão tão polidos como na versão Wii de World at War, apesar de dizerem que as opções de personalização e o multijogador são impressionantes. A Official Nintendo Magazine deu a pontuação de 8/10 elogiando o seu conteúdo, mas criticando os visuais. A GameTrailers deu ao jogo 8.8/10 dizendo que a versão Wii, apesar de alguns sacrifícios, consegue reter tudo o que tem de bom a versão original. A GameInformer deu a pontuação 6.5/10 afirmando que, apesar do jogo ter gráficos pobres, até para os padrões da Wii, o problema maior é o comando remoto da consola, que não tem botões suficientes para suportar o esquema de controlos de Modern Warfare e que também é muito impreciso, contrastando muito com o sistema analógico usado nas versões de PlayStation 3 e Xbox 360 e com o sistema de rato e teclado da versão Windows. A GameSpot deu a pontuação de 8.5/10 afirmando que os modos online são tão viciantes como nas outras versões e que os controlos "são precisos e suficientemente personalizáveis para deixar você ser aquilo que quiser ser."

### Vendas
Antes de Call of Duty 4 ser editado, era previsível vender mais cópias do que o muito bem sucedido Halo 3; tinha recebido críticas tão boas quanto Halo 3, seria lançado em três plataformas ao contrário de Halo 3 e a sua procura elevada levou a que grande parte dos retalhistas tivessem só cópias suficientes para satisfazer as pré-reservas. Acabou por cumprir as previsões e a versão Xbox 360 acabou por ser o jogo mais vendido nos Estados Unidos entre Novembro de 2007 e Janeiro de 2008, de acordo com o NPD Group. Durante o primeiro mês de vendas nos Estados Unidos, as versões Xbox 360 e PlayStation 3 venderam 1,57 milhões e 444,000 unidades respectivamente. 1,47 milhões de unidades da versão Xbox 360 foram vendidas em Dezembro de 2007; e vendeu 331,000 cópias para Xbox 360 e 140,000 para PlayStation 3 durante Janeiro de 2008. A versão Xbox 360 tornou-se no terceiro videojogo mais vendido nos Estados Unidos em 2007 com 3,04 milhões de unidades, atrás de Halo 3 com 4,82 milhões de cópias vendidas, de acordo com o NPD Group. Em Janeiro de 2008, Call of Duty 4 já tinha 7 milhões de cópias vendidas mundialmente e foi o videojogo mais vendido de 2007. Em Junho de 2008, a Infinity Ward informou que Call of Duty 4 já tinha vendido mais de 10 milhões de unidades. Em Maio de 2009, durante uma conferência de imprensa, a Activision anunciou que já tinham sido vendidas mais de 13 milhões de cópias de Call of Duty 4, ultrapassando Super Mario Galaxy, como o videojogo mais vendido, lançado durante aquela semana de Novembro de 2007. De acordo com a VGChartz a série Call of Duty domina as vendas do género first person shooter desde o lançamento em 2007 de Call of Duty 4: Modern Warfare, e com cada sucessor (excepto World at War) aumenta o número de cópias vendidas.
Em Novembro de 2013, Call of Duty 4: Modern Warfare já tinha vendido mundialmente mais de 17,39 milhões de unidades, no conjunto de quatro plataformas.
Na Noruega, após os ataques de 2011, foi proibida a venda de 51 jogos, incluindo Call of Duty 4: Modern Warfare e World of Warcraft, jogos que o assassino confessou "jogar com regularidade".

#### Pirataria
Call of Duty 4 é alvo de pirataria, o que resultou em múltiplas cópias do jogo a serem distribuídas ilegalmente online. Robert Bowling, da Infinity Ward, disse que "Chegamos a uns números assombrosos durante esta semana acerca do numero de jogadores de PC que actualmente jogam o Multijogador (o que é fantástico)...... O que não foi fantástico foi a percentagem desses números que estão a jogar o jogo em cópias roubadas ou com palavras-passe de cópias pirateadas."
Segundo o site TorrentFreak, Call of Duty 4 ficou em sexto lugar na lista dos jogos mais pirateados de 2008, com 830 mil downloads.

### Prémios e Honras
Modern Warfare recebeu vários prémios de sites e publicações especializadas. A GameSpot e a GameTrailers deram ambos ao jogo os prémios "Melhores Gráficos da E3 2007" e o de "Melhor Jogo PS3 de 2007", mais tarde colocaram-no em 3º lugar na sua lista dos "Top 10 FPS - de Sempre!". Ganhou também enormes elogios das revistas de videojogos GamePro e GameSpy, tendo sido premiado como "Melhor Jogo de 2007" pelo primeiro, e "Jogo do Ano" pelo último. A GameCritics também o premiaram como o "Melhor Jogo de Acção". De outros sites, autoridades e publicações como a IGN, a X-Play e os Spike Video Game Awards, o jogo ganhou vários prémios em várias áreas como "Melhor Som", "Melhor Shooter de 2007" e "Melhor Jogo Militar". Da Academy of Interactive Arts & Sciences, Call of Duty 4 ganhou os prémios "Jogo do Ano para Consola", "Jogo de Acção do Ano" e "Melhor Jogo no Geral". Da British Academy Video Games Awards, Call of Duty 4 ganhou "Melhor Jogabilidade do Ano", "Melhor Argumento", "Personagem do Ano" e "Jogo do Ano Para o Público". Modern Warfare foi premiado pela Academy of Video Games Awards com o prémio "Jogo do Ano 2007". Os leitores da Official PlayStation Magazine no Reino Unido, posicionaram Call of Duty 4 em 7º, na lista dos seus melhores jogos de sempre para PlayStation.
Em 2009, a revista Edge, colocou Call of Duty 4 na 18ª posição na sua lista de "Top 100 Games to Play Today", a GamesRadar colocou-o em 27º na lista "100 Best Games of All Time" e a 1UP colocou-o em 20º na sua lista "The Essential 100" publicada em 2012. O IGN colocou-o em primeiro lugar d'"Os Melhores Jogos Call of Duty", e em quinto na lista dos “100 Melhores FPS de Sempre”, com a justificação de que "não só redefiniu a série Call of Duty, como criou um novo padrão para os first-person shooters contemporâneos." Call of Duty 4: Modern Warfare é um dos títulos no livro 1001 Video Games You Must Play Before You Die (pt.:1001 Videojogos Que Tem de Jogar Antes de Morrer).
Em 2019 o website GameSpot considerou Call of Duty 4: Modern Warfare um dos jogos mais influntes do sec. XXI.